# Vern-sur-Seiche
Vern-sur-Seiche (bret. Gwern-ar-Sec'h) – miejscowość i gmina we Francji, w regionie Bretania, w departamencie Ille-et-Vilaine.
Według danych na rok 1990 gminę zamieszkiwały 5602 osoby, a gęstość zaludnienia wynosiła 284 osoby/km² (wśród 1269 gmin Bretanii Vern-sur-Seiche plasuje się na 69. miejscu pod względem liczby ludności, natomiast pod względem powierzchni na miejscu 506.).